# Петер Ерде
Петер Ердо (мађ. Erdő Péter; Будимпешта, 25. јун 1952) је мађарски кардинал Католичке цркве који је од 2003. служио као надбискуп Естергом-Будимпеште и примас Мађарске.
Био је председник Савета бискупских конференција Европе од 2006. до 2016. године. Био је генерални релатор за Трећу ванредну генералну скупштину Бискупског синода у Риму.
Ердо је на гласу да има посебну маријанску оданост Госпи од Утехе. Течно говори мађарски (матерњи језик), енглески, италијански, француски и латински. Он се такође раније обраћао скупштинама на словачком језику. Ердо се сматра водећим конзервативним кандидатом на предстојећој папској конклави 2025. и један је од пет кардинала електора које је именовао папа Јован Павле II који имају право да учествују.

## Биографија
Ердо је рођен у Будимпешти 25. јуна 1952. као прво од шесторо деце Шандора и Марије (рођене Кис) Ерде. Студирао је на богословијама у Естергому и Будимпешти и на Папском латеранском универзитету у Риму (где је докторирао и теологију и канонско право) са докторском дисертацијом о филозофским и теолошким основама канонског права у списима Николе Кузанског. Ердо је 18. јуна 1975. заређен за свештеника од стране надбискупа Ласла Лекаја и инкардиниран је у надбискупији Естергом. Радио је као парохијски викар у Дорогу, а затим је наставио студије у Риму од 1977. до 1980. године. Следећих осам година предавао је као професор теологије и канонског права у Семинар Естергома, и одржао гостујућа предавања на неколико страних универзитета. Ердо је служио у Мађарској бискупској конференцији као секретар Комисије за канонско право 1986. године, а касније као њен председник 1999. године. Године 1988. почео је да предаје теологију на Католичком универзитету Пазмани Петер, где је био ректор од 1998. до 2003. године. Од 2005. године је велики ректор универзитета.
Дана 5. новембра 1999. именован је за помоћног бискупа Секешфехервара и титуларног бискупа Пупија. Епископско посвећење примио је 6. јануара 2000. од папе Јована Павла II, а надбискупи Ђовани Батиста Ре и Марчело Цаго, OMI, који су деловали као сапосветитељи. Ердо је 7. децембра 2002. именован за надбискупа Естергомско-Будимпештанске, што са собом носи титулу примаса Мађарске. Ердо је постао дописни члан Мађарске академије наука 2007. а редовни 2013. Године 2011. добио је почасни докторат Универзитета у Навари (Шпанија).

## Кардинал
Јован Павле II га је поставио за кардинала-свештеника Санта Балбине у конзисторију од 21. октобра 2003. Био је најмлађи члан Светог колеџа до именовања Рајнхарда Маркса 2010. године.
Ердо је изабран на петогодишњи мандат за председника Мађарске бискупске конференције у септембру 2005. и на петогодишњи мандат за председника Савета бискупских конференција Европе у октобру 2006. Папа Бенедикт XVI именовао га је 17. јануара 2009. за члана Папског савета за културу, а 29. јануара 2011. Државног секретаријата (Други одсек).
Ерде је био спонзор Тринаестог међународног конгреса средњовековног канонског права у Естергому, 3–9. августа 2008. Дана 19. октобра 2011, апостолска нунцијатура у Перуу је објавила да ће предузети апостолску посету како би интервенисао у спору између Папског католичког универзитета у Перуу и Хуана Луиса Циприанија Торна, надбискупа Лиме.
Папа Бенедикт XVI је Ердеа именовао 18. септембра 2012. за једног од синодских отаца за предстојећу Редовну генералну скупштину Бискупског синода о новој евангелизацији у октобру 2012.
Папа Фрања је 14. октобра 2013. именовао Ердеа за генералног референта Треће ванредне генералне скупштине Бискупског синода, која је одржана од 5. до 19. октобра 2014. године. Изабрана тема је „Изазови породице у контексту евангелизације“. Наставио је именовање за генералног референта када се Синод поново састао у октобру 2015. У књизи The Rigging of a Synod? из 2015, дописник Ватикана Едвард Пентин тврди да је кардинал Лоренцо Балдисери извршио притисак на Ердеа да ублажи формулацију свог обраћања Синоду из 2014. 2015. године, Ердоово друго обраћање синоду описали су новинари, као што су Дамјан Томпсон из The Spectator и Џон Л. Ален мл. из The Boston Globe, као теолошки конзервативније у свом тону.
Као кардиналски електор, Ерде је учествовао на папској конклави 2005. и папској конклави 2013. на којима су изабрани Бенедикт XVI и Фрања . Он се помиње као могући кандидат да буде изабран за следећег папу од 2022. и имаће право да учествује на следећим конклавама до 2032. године, свог 80. рођендана. Посебно се 2013. помињао као могући кандидат да буде изабран за папу.
У марту 2023, његова титуларна црква је промењена у Санта Марија Нуова након што је његова претходна титуларна црква, Санта Балбина, затворена због пропадања структуре.

## Погледи

### Кардинал Миндсенти
Ерде је затражио од мађарског главног тужилаштва да правно, морално и политички рехабилитује кардинала Јожефа Миндсентија, његовог претходника, који се борио против мађарског комунистичког режима и који је био ухапшен од стране стаљинистичке диктатуре у земљи, након чега је потражио уточиште у америчкој амбасади у Будимпешти. Главно тужилаштво је на крају рехабилитовало Миндсентија 2012. захваљујући Ердеовој интервенцији. Он је 2006. године послао писмо захвалности америчком председнику Џорџу Бушу на 50. годишњицу принудног хапшења кардинала Миндсентија због политичке подршке коју су Американци дали Миндсентију у то време.

### Разведени и поново ожењени католици
Током конференције за новинаре у Ватикану у октобру 2014, Ердо је изразио противљење идеји да се разведеним и поново венчаним католицима дозволи да се причесте.

### Мигранти
Током европске мигрантске кризе 2015. године, Ердо је рекао да би примање избеглица представљало трговину људима.

### Роми
Ердо је писао о посебним социо-економским условима ромског народа и отворено се питао о исправном начину евангелизације.

### Црква у Мађарској
Ердо се фокусирао на потребу Мађарске да поврати своју веру и наду, док је славио поноћну мису у базилици Светог Стефана у Будимпешти, како би обележио Божић.

### Канонско право
У својој монографији Ministerium, munus et officium in Codice Iuris canonici из 1989. године, он је тврдио да три латинска израза, ministerium, munus и officium, имају различита значења у Кодексу канонског права који је прогласио папа Јован Павле II 1983.

### Однос са мађарском владом
Ерде је дао подршку мађарском премијеру Виктору Орбану по неким питањима. Он је тврдио да би угошћавање избеглица у цркви представљало трговину људима. Истовремено, он је сигнализирао одређена неслагања са владом по другим питањима.

## Спољашне везе
- „Erdő Card. Péter”. Holy See Press Office. Архивирано из оригинала 4. 9. 2017. г. Приступљено 26. 11. 2017.
- Cardinal Erdő bio